# Holopogon violaceus
Holopogon violaceus là một loài ruồi trong họ Asilidae. Holopogon violaceus được Williston miêu tả năm 1901. Loài này phân bố ở vùng Tân nhiệt đới.